# Špičky
Špičky (en allemand : Speitsch) est une commune du district de Přerov, dans la région d'Olomouc, en République tchèque. Sa population s'élevait à 281 habitants en 2020.

## Géographie
Špičky se trouve à 6 km à l'est du centre de Hranice, à 28 km à l'est-nord-est de Přerov, à 41 km à l'est-sud-est d'Olomouc et à 250 km à l'est-sud-est de Prague.
La commune est limitée par Bělotín et Polom au nord, par Hustopeče nad Bečvou et Milotice nad Bečvou à l'est, par Zámrsky au sud, par Skalička au sud-ouest, et par Černotín à l'ouest.

## Histoire
La première mention écrite de la localité date de 1169.

## Transports
Par la route, Špičky se trouve à 9,5 km de Hranice, à 36 km de Přerov, à 47 km d'Olomouc et à 310 km de Prague.